# Овсянников, Георгий
Гео́ргий Константинович Овся́нников (рум. Gheorghe Ovseannicov; 12 октября 1985, Бельцы, СССР) — молдавский футболист, нападающий.

## Карьера

### Клубная
Учился футбольному мастерству в школе клуба «Олимпия». Первый тренер — Лукьянов Владимир Владимирович. 
Нападающий окончил филологический факультет университета им. А. Руссо.
Георгий Овсянников начинал карьеру в сельской команде «Пищевик» в региональной лиге г. Сынжерей. В 20 лет начал тренироваться в составе «Локомотива» Бельцы, выступающего в Дивизии А. Тогдашний тренер бельцкого «Локомотива», итальянец Массимо Баллестриери, решил подписать с футболистом контракт. Отыграв в клубе один сезон в основном в качестве защитника и полузащитника, Георгий прошёл сборы с другой бельцкой командой — «Олимпией». Сразу после сборов с игроком был подписан контракт. В основную команду сразу же Овсянников не попал, был переведён в дубль и некоторое время выступал также в качестве защитника. Георгия стали постепенно подключать к играм за основную команду, через некоторое время он стал игроком основы. Со временем его амплуа сменилось с защитника на нападающего. Овсянников считался «игроком настроения»: периоды по 4—5 матчей без голов сменялись результативными играми с 3-5 голами за встречу. На пару с Эриком Сакеем он создал мощную пару в нападении. В 2008 году Овсянников впервые был вызван в сборную на товарищеский матч против Хорватии.
В начале 2009 года Георгием интересовались многие клубы, в Бельцы приезжали скауты одесского «Черноморца», «Динамо» Москва и ФК «Москва». Некоторое время Овсянников отказывался подписывать с кем-либо контракт, мотивируя это собственной неготовностью и желанием играть в родном клубе. 
В 2010 году, после первого круга чемпионата Молдавии, Овсянников стал выступать в польском клубе «Краковии», показав в дебюте уверенную игру и отличившись уже во втором матче. Но вскоре уровень игры Овсянникова резко снизился, и футболисту не удалось выдержать серьёзную конкуренцию в «Краковии». Нападающего не включали в заявку, а в дальнейшем он и вовсе был переведён в дубль. Вернувшись в родную «Олимпию», Овсянников перестал вызываться в сборную.

### В сборной
Дебютировал в составе сборной 24 мая 2008 года в товарищеском матче против Хорватии (0:1) в Риеке. Свой единственный гол за сборную забил 16 октября 2008 года в матче группового отборочного этапа к ЧМ-2010 против Литвы (3:2).

## Достижения

### Командные
«Олимпия»
- Бронзовый призёр чемпионата Молдавии: 2010
- Полуфиналист Кубка Молдавии: 2010

### Личные
- Лучший нападающий Молдавии: 2009

## Личная жизнь
Женат, воспитывает двух сыновей.